# 宇都宮ブレックスの選手一覧
男子プロバスケットボール・Bリーグの宇都宮ブレックスに所属する、選手やスタッフの一覧。

## 歴代ヘッドコーチ
- 金田詳徳
- 加藤三彦
- ジェイソン・ラベドー
- ブルース・パーマー
- アンタナス・シレイカ
- トーマス・ウィスマン
- 安齋竜三
- 佐々宜央
- ケビン・ブラスウェル

## 過去の選手

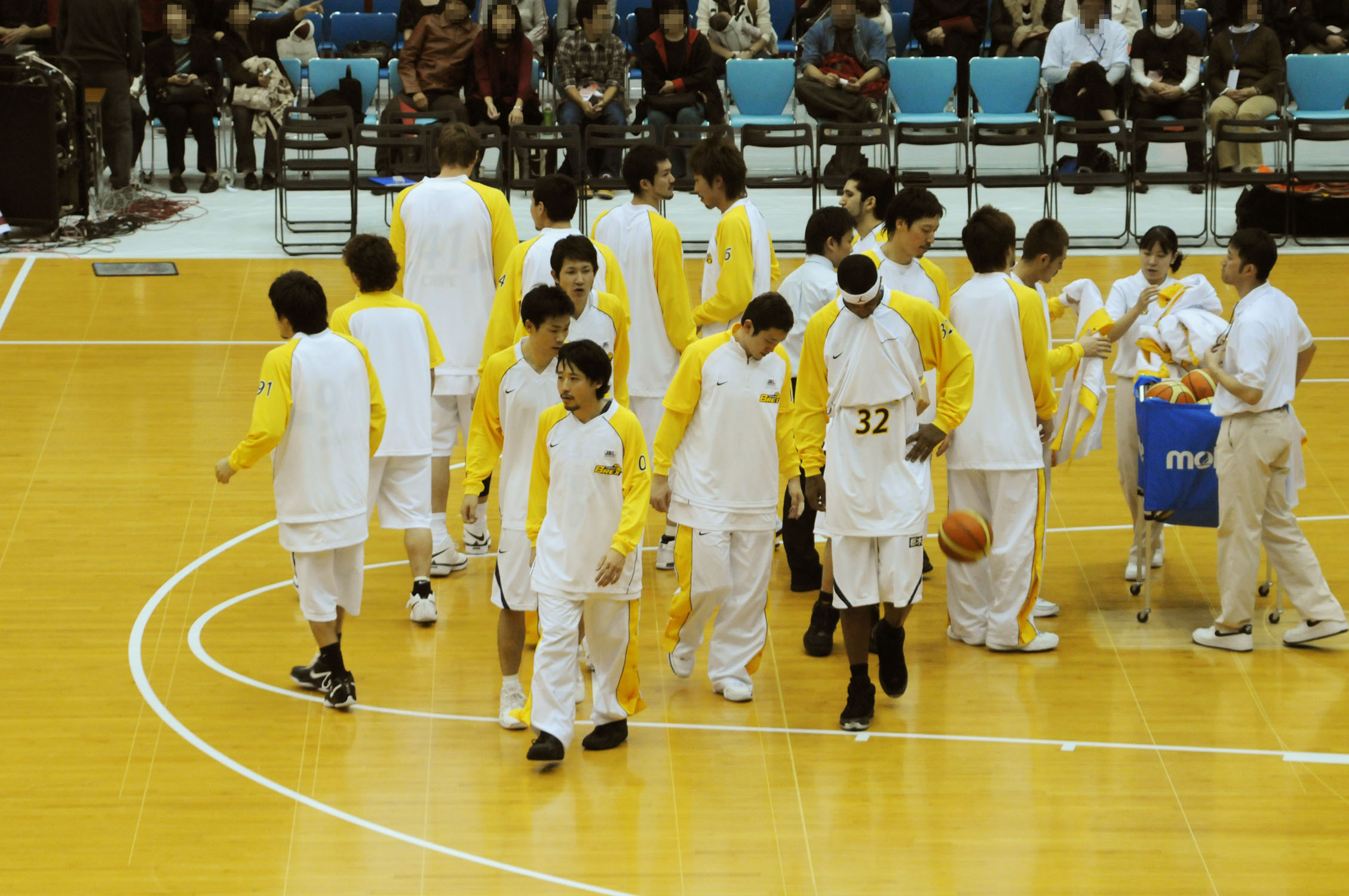
2008年11月15日、川崎市とどろきアリーナ

- ディーン・ブラウン
- 劉衝
- 亀﨑光博
- 椎名雄大 #2
- 辻内伸也
- クリス・キング（英語版）
- フレッド・ウィリアムズ
- ジョー・ヒッキングボトム
- 高岡大輔 #12
- 長谷川聖 #6
- 荒井尚光 #3
- 高久順 #24
- ランディ・オアー #32
- ジェームズ・クライプ #41
- 川村卓也 #1
- レジー・オコーサ #2
- スコット・メリット #5
- 大宮宏正 #8
- 山田謙治 #9
- 安齋竜三 #13
- 並里成 #14
- 竹田謙 #15
- 町田洋介 #21
- 伊藤俊亮 #34
- 田中健 #40
- 片岡大晴 #91
- 鮫島宗一郎
- アイヴァン・マクファーリン #23（英語版）
- ラマー・ライス #33
- クリストファー・ガーネット #21
- タイラー・スミス #35（イタリア語版）
- アルフレッド・アボヤ #12
- ランディー・ホーカム #6
- タイラー・ニュートン #41
- ショーン・ヒンクリー #32
- オスマン・バロー #5（英語版）
- シルベスター・モーガン #23
- 宮永雄太 #7
- オルミデ・オイデジ #14
- 梁川禎浩 #19
- 多嶋朝飛 #11
- ダリアン・トーンズ #5
- 網野友雄 #22
- 田渡修人#73
- ジャマール・ソープ #5
- カイル・バローン #7（英語版）
- ニコロス・ツキティシュビリ #22
- 小林大祐 #6
- 山田大治 #9
- 安藤誓哉 #17
- 古川孝敏 #25
- 門馬圭二郎 #31
- 青木ブレイク #15（英語版）
- 須田侑太郎 #11
- 須田昂太郎 #8
- 長島蓮 #7
- アンドリュー・ネイミック #12
- カイル・リチャードソン #34
- 熊谷尚也 #27
- 前村雄大 #3
- 山口颯斗 #17
- 落合知也 #91
- 生原秀将 #46
- 田原隆徳 #11
- 橋本晃佑 #21
- 栗原貴宏 #24
- 山崎稜 #30
- 星川堅信 #42
- トミー・ブレントン #24
- セドリック・ボーズマン #13
- エリック・ロバーツ #25
- シャブリック・ランドルフ #42（英語版）
- ジャワッド・ウィリアムズ #3
- LJ・ピーク #5
- ジェフ・ギブス #4
- ライアン・ロシター #32→#22
- ブランドン・ジャワト #3
- テーブス海 #7
- チェイス・フィーラー #20
- ジュリアン・マブンガ #32
- 笠井康平 #3
- ヤン・ジェミン #5
- 荒谷裕秀 #11
- 喜多川修平 #31
- ジョシュ・スコット #40
- エドワード・モリス #32
- 四家魁人 #4
- 田中大貴 #3
- フィン・ディレイニー #70（英語版）
- 村岸航 #14